# Густав Ландауер
Густав Ландауер (нім. Gustav Landauer; нар. 7 квітня 1870 7 квітня 1870, Карлсруе — пом. 2 травня 1919 , Мюнхен) — німецький філософ і письменник, анархо-індивідуаліст, соціаліст. Автор релігійно-містичної концепції революції, в якій народжується нова людина. Згідно Ландауеру, соціалізм може бути здійснено не в результаті класової боротьби, а силою прикладу піонерів-одинаків, що створюють в рамках старого суспільства нові форми колективного життя. Також здобув популярність дослідженнями і перекладами Шекспіра на німецьку мову. Опублікував безліч найважливіших джерел з історії Великої французької революції.

## Біографія
З сім'ї комерсанта. Вивчав філософію і германістику в університетах Гейдельберга і Берліна. У студентські роки під впливом концепцій Прудона та Кропоткіна захопився ідеями анархізму. Редагував незалежний журнал анархо-соціалістичного спрямування «Соціаліст».
Двічі (в 1893 році — за обвинуваченням у підбурюванні до заколоту в його першому романі «Проповідник смерті», і в 1899 році — за анархістську діяльність) піддавався тюремному ув'язненню. У червні 1914 року разом зі своїм другом Мартином Бубером бере участь у групі лівих інтелектуалів, які намагалися створити міжнародну асоціацію для запобігання війні.
У 1919 році на запрошення Курта Айснера обійняв посаду міністра народної освіти в революційному уряді Баварії, перебуваючи на якій, встиг прийняти єдину постанову про заборону уроків історії в школах Баварії. Незабаром вийшов з нього через незгоду з тактикою комуністів.
Після придушення повстання заарештований і забитий до смерті.
Онук — кінорежисер Майк Ніколс.

## Твори
- «Анархізм — Соціалізм» [Архівовано 5 березня 2016 у Wayback Machine.] (1895)
- «Анархізм в Німеччині» [Архівовано 22 лютого 2011 у Wayback Machine.] (1895)
- «Анархічні думки про анархизме» [Архівовано 5 березня 2016 у Wayback Machine.] (1901)
- Жовтий камінь. Казка [Архівовано 12 жовтня 2020 у Wayback Machine.] (1910)
- «Жозеф Дежак» [Архівовано 5 березня 2016 у Wayback Machine.] (1900)
- «До історії слова Анархія» [Архівовано 5 березня 2016 у Wayback Machine.] (1909)
- «Дещо про мораль» [Архівовано 5 березня 2016 у Wayback Machine.] (1893)
- «Про шлюб» [Архівовано 5 березня 2016 у Wayback Machine.] (1910)
- «Про дурниці і про вибори» [Архівовано 4 травня 2019 у Wayback Machine.] (1912)
- «Поліцейські і вбивці» [Архівовано 5 березня 2016 у Wayback Machine.] (1910)
- «Послання з Титаніка» [Архівовано 5 березня 2016 у Wayback Machine.] (1912)
- «Припинення війни допомогою народного самоврядування» [Архівовано 6 серпня 2009 у Wayback Machine.] (1911)
- «Соціалістичний почин» [Архівовано 11 жовтня 2020 у Wayback Machine.] (1909)